# Michaeloplia velutina
Michaeloplia velutina är en skalbaggsart som beskrevs av Leon Fairmaire 1897. Michaeloplia velutina ingår i släktet Michaeloplia och familjen Melolonthidae. Inga underarter finns listade i Catalogue of Life.